# Довгозубий вуж плямистий
Довгозу́бий вуж плями́стий (Rhabdophis chrysargoides) — неотруйна змія з роду Довгозубі вужі родини Вужеві. Інша назва — «вуж Гюнтера».

## Опис
Загальна довжина сягає 1,2 м. Голова велика, відмежована від тулуба шийним перехопленням. Зіниця ока кругла. Забарвлення зелене у передній частині тулуба, яке переходить у жовте або темно-коричневе у задній частині. Зустрічаються забарвлення, коли передня частина тулуба жовтого або червоного кольору, а задня — коричневого. У молодих особин на шиї розташовується яскраво-жовте кільце.

## Спосіб життя
Полюбляє місця біля водойм або вологі місцини. Це наземна змія, активна вдень та у сутінках. Зустрічається на висоті до 1600 м над рівнем моря. Харчується жабами та рибою, іноді споживає дрібних гризунів, ящірок, птахів та їх яйця.
Це яйцекладна змія.

## Розповсюдження
Мешкає у наступних країнах: Таїланд, М'янма, Лаос, В'єтнам, Камбоджа, Малайзія, Індонезія, південь Китаю та на Філіппінах.